# 20329 Manfro
A 20329 Manfro (ideiglenes jelöléssel 1998 HQ43) a Naprendszer kisbolygóövében található aszteroida. A LINEAR projekt keretében fedezték fel 1998. április 20-án.